# Plurisexualidad
La multisexualidad o plurisexualidad es un término global para orientaciones sexuales que definen la atracción por más de un género o sexo. El término plurisexual incluye polisexuales, bisexuales, omnisexuales, pansexuales, entre otras etiquetas consideradas pluri. Esto a veces podría usarse indistintamente con polisexual y bisexual, cuando abarca la atracción sexual por múltiples identidades de género pero no necesariamente por todos, y se considera lo opuesto a monosexual. También conocido como no monosexual o monodisidente.
Alguien que experimenta atracción romántica por dos o más géneros se llama multirromántico o plurirromántico, una orientación romántica y no están esencialmente vinculados a la multisexualidad.
A veces la plurisexualidad puede abarcar heteroflexibles y homoflexibles. A veces puede abarcar la escoliosexualidad.